# The Kelly Family
The Kelly Family (Семья Келли, Келли-Фэмили) — ирландско-американская семейная музыкальная группа, состоящая из 12 братьев и сестёр Келли (Дэниэл-младший, Кэролин, Кэтлин, Пол, Джон, Мария, Джеймс, Джозеф, Барбара, Майкл, Мэйти и Анджело). Они сами выступают авторами и исполнителями своих песен, продюсерами своих альбомов и организаторам своих концертов. Группа работает в эклектичном направлении, сочетающем в себе жанры фолк и поп, реже рок.
Несмотря на американские корни, в Соединённых Штатах Келли практически не известны.

## История группы
Иногда к выступлениям присоединялись их родители — Дэниэл-старший и Барбара-Энн (Дэниэл-младший, Кэролин, Кэтлин и Пол не были биологическими детьми последней, они родились в предыдущем браке их отца). На пике популярности выступали только 9 детей, так как Дэниэл-младший, Кэролин и Пол покинули группу до того, как она стала известной. Вся семья под руководством Дэниэла и Барбары с детства начала заниматься музыкой, петь и выпускать альбомы.
Много лет семья Келли вела странствующий образ жизни — ездила по Европе на двухэтажном автобусе и на своей лодке. В это время стиль Келли включал в себя длинные волосы (как у сестёр, так и у братьев) и этнические, необычные костюмы.
Сейчас их лодка Sean o’Kelley и их автобус находятся в Музее техники в Шпайере (нем. Technik-Museum Speyer) — Рейнланд-Пфальц, Германия.
С 1990 Келли получили огромную популярность в Европе. Они продали более 3 миллионов дисков.
Большинство Келли продолжили активную творческую музыкальную деятельность. Пол, Кэти, Джон, Патриция, Джимми, Пэдди, Майте и Анджело выпускали сольные альбомы и гастролировали. Джоуи оставил музыку ради карьеры спортсмена и предпринимателя.
В 2016 году состоялось возрождение группы в наиболее успешном составе, а через год — релиз нового альбома We Got Love, который получил несколько золотых статусов в немецкоязычных странах. В 2019 году последовал шестнадцатый альбом 25 Years Later.

## Награды
Лазерный диск «Almost Heaven» разошёлся трехмиллионным тиражом в Европе. Этого хватает для получения статуса платинового диска в Германии, Швейцарии, Чехии, Польше, Норвегии, Голландии и Испании.
Диск «We Got Love», ознаменовавший возрождение группы, получил статус пятикратно золотого в Германии и однократно золотого в Австрии и Швейцарии.
Келли являются обладателями наград «Echo», «Comet», «Bravo Otto», «Goldene Europa», «Goldener Löwe», «Goldene Kamera», «Bambi», «RSH-Gold».

## Состав

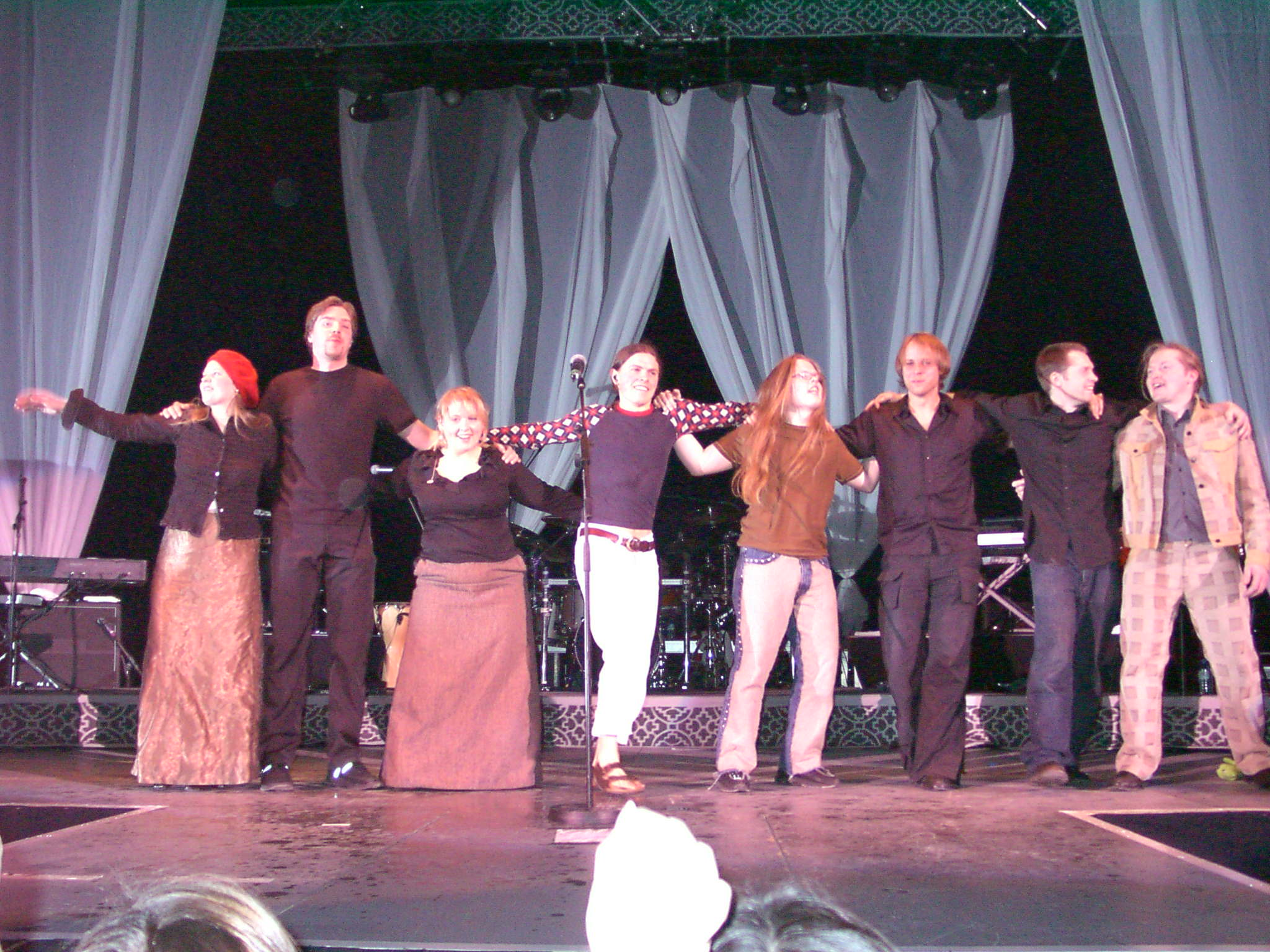
Семья Келли в 2002 году. Мюнхен, Германия.

- Кэти Келли[англ.]: стала лидером и продюсером группы после ухода отца. Изучала балет и скрипку, имеет оперный голос-альт. Разведена, имеет сына Шона.
- Джонни Келли[нем.]: самый старший из братьев. Женат на испанской оперной певице баскского происхождения Майте Итоиз, детей нет.
- Патрисия Келли[нем.]: замужем за Денисом Савинкиным, имеет двоих сыновей.
- Джимми Келли[англ.]: имеет жену и троих детей. В семье был известен как бунтарь, имевший проблемы с алкоголем и наркотиками. Временно уходил в монастырь, но в 2011 году вернулся в музыку[3].
- Джоуи Келли[англ.]: был в группе на позиции вокалиста и ритм-гитариста. После распада группы стал спортсменом, но в 2016 году также вернулся.
- Барби Келли[нем.]: Названа в честь матери. В 2002 году покинула группу из-за проблем со здоровьем, но потом несколько раз участвовала в студийных записях. Умерла 15 апреля 2021 года[4].
- Майкл Патрик («Пэдди») Келли[нем.]: ушёл в 2004 году ради изучения теологии[5] и вступил в религиозный орден. Женат с 2013 года[6].
- Майте Келли[англ.]
- Пол Келли[нем.]
- Анжело Келли: имеет жену и пятерых детей[7] Большую часть карьеры группы был гитаристом, но во время возрождения в 2017 году выступал больше как ударник и основной мужской вокалист. В 2020 году повторно покинул группу и стал вместо этого гастролировать со своей семьёй под названием Angelo Kelly & Family.

## Студийная дискография
| Year | Album                                                                                            | Chart positions | Chart positions | Chart positions | Chart positions | Chart positions | Chart positions | Chart positions | Certifications |
| Year | Album                                                                                            | AUT             | BEL             | GER             | NLD             | NOR             | SWE             | SWI             | Certifications |
| ---- | ------------------------------------------------------------------------------------------------ | --------------- | --------------- | --------------- | --------------- | --------------- | --------------- | --------------- | --- |
| 1977 | Kelly Family Tours Europe - Released: 1977 - Label: — - Formats: CS                              | —               | —               | —               | —               | —               | —               | —               | |
| 1979 | The Kelly Family - Released: March 5, 1979 - Label: Polydor - Formats: CS, LP                    | —               | —               | —               | —               | —               | —               | —               | |
| 1979 | Lieder der Welt - Released: 1979 - Label: Polydor - Formats: CD, CS, LP                          | —               | —               | —               | 4               | —               | —               | —               | - BVMI: Gold |
| 1980 | Ein Vogel kann im Käfig nicht fliegen - Released: 1980 - Label: Polydor - Formats: CS, LP        | —               | —               | —               | —               | —               | —               | —               | |
| 1981 | Wonderful World - Released: 1981 - Label: Kel-Life - Formats: CD, CS, LP                         | —               | —               | —               | —               | —               | —               | —               | |
| 1984 | Une famille c’est une chanson - Released: 1984 - Label: Eddy Barclay - Formats: CS, LP           | —               | —               | —               | —               | —               | —               | —               | |
| 1989 | Keep on Singing… - Released: 1989 - Label: Kel-Life/Dino - Formats: CD, CS, LP                   | —               | —               | —               | —               | —               | —               | —               | |
| 1990 | New World - Released: 1990 - Label: Kel-Life/Dino - Formats: CD, CS, LP                          | —               | —               | —               | —               | —               | —               | —               | |
| 1991 | Honest Workers - Released: 1991 - Label: Kel-Life/Dino - Formats: CD, CS, LP                     | —               | —               | —               | —               | —               | —               | —               | |
| 1993 | Wow - Released: 1993 - Label: Kel-Life/Sattva - Formats: CD, CS, LP                              | —               | —               | —               | —               | —               | —               | —               | |
| 1994 | Over the Hump - Released: 1994 - Label: Kel-Life/EMI - Formats: CD, CS, LP                       | 1               | —               | 1               | 24              | 26              | —               | 1               | - BVMI: 9x Gold - IFPI Austria: 2x Platinum - ZPAV: 3x Platinum - IFPI Switzerland: 2x Platinum - IFPI Europe: Platinum - FIMI: Gold - PROMUSICAE: Platinum                |
| 1996 | Almost Heaven - Released: October 25, 1996 - Label: Kel-Life/EMI - Formats: CD, CS, LP           | 1               | 19              | 1               | 3               | 2               | —               | 1               | - ZPAV: 3x Platinum - IFPI Norway: Platinum - IFPI Europe: Platinum - IFPI Austria: 2x Platinum - BVMI: 2x Platinum - IFPI Switzerland: 2x Platinum - PROMUSICAE: Platinum |
| 1997 | Growin' Up - Released: November 3, 1997 - Label: Kel-Life/EMI - Formats: CD, LP                  | 5               | 10              | 1               | 4               | 27              | 59              | 3               | - LV: Gold - ZPAV: Gold - IFPI Switzerland: Platinum - IFPI Austria: Gold                                                                                                  |
| 1998 | From Their Hearts - Released: November 2, 1998 - Label: Kel-Life/EMI - Formats: CD, LP           | 14              | 21              | 3               | 17              | —               | —               | 12              | |
| 2002 | La Patata - Released: April 8, 2002 - Label: Kel-Life/Polydor - Formats: CD, LP, DVD             | 35              | 32              | 3               | 16              | —               | —               | 63              | |
| 2004 | Homerun - Released: June 7, 2004 - Label: Polydor - Formats: CD, LP, DVD                         | 52              | —               | 9               | 36              | —               | —               | —               | |
| 2017 | We Got Love - Released: March 24, 2017 - Label: Airforce1, Universal Music - Formats: CD, LP     | 1               | 34              | 1               | 18              | —               | —               | 3               | - BMVI: 5x Gold - IFPI Austria: Gold |
| 2019 | 25 Years Later - Released: 25 October 2019 - Label: Airforce1, Universal Music - Formats: CD, LP | 1               | 26              | 1               | 40              | —               | —               | 3               | |

### Праздничные альбомы
| Year | Album                                                                                      | Chart positions | Chart positions | Chart positions | Chart positions | Chart positions | Chart positions | Chart positions | Certifications                                                                  |
| Year | Album                                                                                      | AUT             | BEL             | GER             | NLD             | NOR             | SWE             | SWI             | Certifications                                                                  |
| ---- | ------------------------------------------------------------------------------------------ | --------------- | --------------- | --------------- | --------------- | --------------- | --------------- | --------------- | ------------------------------------------------------------------------------- |
| 1980 | Festliche Stunden bei der Kelly Family - Released: 1980 - Label: Polydor - Formats: CS, LP | —               | —               | —               | —               | —               | —               | —               | - BMVI: Gold                                                                    |
| 1980 | Kelly Family Loves Christmas and You - Released: 1980 - Label: Kel-life - Formats: CS, LP  | —               | —               | —               | —               | —               | —               | —               |                                                                                 |
| 1981 | Christmas All Year - Released: 1981 - Label: Kel-Life - Formats: CD, CS, LP                | —               | —               | —               | —               | —               | —               | —               |                                                                                 |
| 1994 | Christmas for All - Released: 1995 - Label: Kel-Life/EMI - Formats: CD, CS, LP             | 1               | —               | 2               | —               | —               | —               | 2               | - BMVI: Gold - ZPAV: Gold - IFPI Austria: Platinum - IFPI Switzerland: Platinum |